# Вустер (округ, Мэриленд)
Округ Вустер (англ. Worcester County) — округ на Восточном берегу штата Мэриленд. Крайний восточный округ штата и единственный с атлантическим побережьем.
Административный центр округа (county seat) — город Сноу-Хилл. На берегу Атлантики расположен крупный курортный город Ошен-Сити. Округ Вустер граничит с Делавэром на севере, округом Уайкомико на северо-западе, округом Сомерсет на юго-западе, Виргинией на юге и Атлантическим океаном на востоке. В 2000 в округе проживало 46 543 человека. Назван в честь первого маркиза Вустер; маркиз приходился свёкром Мэри Эрандел, леди Сомерсет, свояченице Сесилиуса Калверта, основателя Мэриленда.